# Farol de Salinópolis
O Farol de Salinópolis é um farol localizada na cidade de Salinópolis inaugurado em 1852 e reconstruído em 1916.
O projeto e a construção inicial datam de 8 de Março de 1852, com 12 metros de altura, com alcance luminoso de 13 milhas. Alguns dizem que o farol é de origem alemã ou francesa, assim como dizem que foi elaborado por Alexandre Gustave Eiffel. Incluía-se no corpo da torre a casa do faroleiro. Só que em 1937, por motivo de segurança devido a danos tanto ao farol (a fumaça da cozinha prejudicava a luminosidade), quanto às famílias de faroleiros (condições precárias de vida, a casa era afetada por infiltrações) as casas no topo da torre foram desmontadas, e casas de alvenaria foram construídos em terra firme. A partir daí a cidade começou a crescer em torno do farol que atua até hoje. A estrutura em si era desmontável, porém com o passar dos anos as peças do farol sofreram deteriorações e oxidações devido ao salito intenso advindo das praias da cidade e não podem mais ser desmontáveis.[carece de fontes?]

## Tombamento
O Farol de Salinas (Antigo Pharol do Apheu) foi tombado como patrimônio cultural do estado do Pará, pelo DPHAC, em 12 de agosto de 1994.